# Comtat de Norrbotten
El comtat de Norrbotten (en suec: Norrbottens län) és el comtat més septentrional de Suècia. Limita amb el comtat de Västerbotten al sud-oest i amb el golf de Bòtnia al sud-est. També limita amb els comtats de Nordland i Troms a Noruega al nord-oest, i la província de Làponia a Finlàndia al nord-est. La seva població és de 251.295 habitants (2017).
El nom «Norrbotten» també és usat per a la província del mateix nom. La província de Norrbotten comprèn la zona oriental del comtat de Norrbotten; la major part pertany a la província de la Lapònia sueca (Lappland).
La part nord de Norrbotten es troba dins del cercle polar àrtic. El comtat de Norrbotten està format per tota la província de Norrbotten i prop de dos terços de la Lapònia sueca.

## Geografia
El comtat de Norrbotten cobreix gairebé una quarta part de la superfície de Suècia, però està poc habitat, sobretot la zona de l'interior de la Lapònia.
El clima és generalment dur, cosa que no és sorprenent tenint en compte la seva ubicació septentrional. No obstant això, els llargs dies d'estiu permeten que els cultius madurin entre dos i tres mesos, i l'agricultura és tradicionalment important, especialment a la vora de la costa i al llarg del riu Torne. Els cereals, sobretot l'ordi, les patates i els nabius, es conreen fins a cert punt; el cultiu més important és el fenc per al bestiar.
Els principals rius del comtat de Norrbotten (de nord a sud) són el Torne, el Lule, el Kalix i el Pite. Els rius compartits amb el comtat de Västerbotten són el Skellefte i l'Ume. Altres rius que flueixen directament al mar i que tenen almenys 100 quilòmetres de longitud són el Sangis, el Råne, el Åby i el Byske.
Moltes illes situades a la badia de Bòtnia pertanyen al comtat, que formen l'arxipèlag de Norrbotten. L'illa més gran és Rånön.

## Història
Durant l'Edat Mitjana, Norrbotten es considerava terra nullius ("terra de ningú"). L'àrea estava escassament poblada pels samis, kvens i diferents tribus o pobles relacionats amb els finesos. Des de l'Edat Mitjana, els reis suecs van intentar colonitzar i cristianitzar la zona. Aquest objectiu, no obstant això, va trigar a fer-se realitat; encara avui, hi ha minories fineses i samis que viuen a la zona que han mantingut la seva pròpia cultura i costums.
Després de la Guerra finlandesa el 1809, el comtat de Västerbotten es va dividir entre Suècia i Finlàndia, encara que la major part del qual va continuar formant part de Suècia. El 1810, el comtat es va dividir una altra vegada quan es va crear el comtat de Norrbotten a la part septentrional del comtat prèviament dividit, ubicat a la part sueca. La majoria dels habitants del comtat de Norrbotten encara es refereixen a tot el comtat, incloses les àrees de la Lapònia sueca, quan diuen 'Norrbotten', que també és el nom d'una província més petita per raons pràctiques i històriques.
Els recursos naturals (hidroelectricitat, fusta i minerals, especialment ferro) de Norrbotten han tingut un paper clau en la industrialització de Suècia, al llarg del segle XX hi va haver una forta mobilitat a la regió dins i fora del comtat, molts joves es van mudar al sud i ciutadans d'altres comtats del país es van traslladar al comtat. A les dècades del 1970 i el 1980 el drenatge dels treballadors (la majoria joves) era molt important, a causa de l'alt atur, i la gent de la zona va començar a sentir ocasionalment sentiments d'incomprensió o abús econòmic per part del sud i sobretot la capital, Estocolm.

### Heràldica
L'escut del comtat de Norrbotten combina les armes de les províncies de Västerbotten i de la Lapònia sueca i se li va concedir el 1949. Des del 1995, la província de Norrbotten té un escut propi, però les armes del comtat no s'han modificat malgrat això. Quan es mostra una corona reial, es representa el Consell Administratiu del Comtat. Blasó: «Quarterat, les armes de Västerbotten i les armes de la Lapònia».

### Cultura
La cultura del comtat de Norrbotten és de moltes maneres diferent de la resta de Suècia, ja que s'hi poden trobar moltes cultures diferents; la cultura sami, la cultura finlandesa (tornedalins) i la cultura colonitzadora sueca (combinada amb el clima, el sol de mitjanit i la meitat de l'hivern de foscor). Molts dels antics dialectes locals suecs i finesos han sobreviscut a la zona, i són parlats per un gran nombre de persones. La gent del comtat de Norrbotten té una dita: «Jo no sóc suec, sóc norrbottenc». Una manera de parlar lacònica i, a primera vista, poc comunicativa, juntament amb una ironia discreta, també s'utilitza de vegades com un mitjà per mantenir allunyats els del sud, que són vists com més hàbils i enganyosos en la seva manera de parlar i ansiosos per retorçar les coses. camí. Aquests contrasts són coneguts a tota Suècia i sovint apareixen a la televisió, pel·lícules, literatura i folklore relacionats amb Norrbotten, per caracteritzar propòsits satírics o dramàtics (per exemple, alguns personatges dels llibres d'Eyvind Johnson o el detectiu policial Einar Rönn en les novel·les de crim Maj Sjöwall i Per Wahlöö).
La costa té les ciutats històriques de Luleå i Piteå. La Gammelstad de Luleå ("Ciutat Vella"), que es troba a 10 km al nord del centre actual, ha estat declarada Patrimoni de la Humanitat per la UNESCO.

## Població

### Demografia
La població ha augmentat durant els últims cent anys. La població estimada del 2017 era de 251.080 habitants. En el cens del 1912, la població era de 166.641 habitants (4,000 homes més que dones), i d'aquests, al voltant de 120.000 vivien a la part de la província de Norrbotten. Vint anys abans, el 1892, la població era de només 110 000. Des de la dècada del 1960, la majoria dels municipis del comtat han experimentat una disminució de la població, particularment els de l'interior.

### Llengües
Endemés del suec, el sami (concretament els dialectes septentrional i de Lule), el meänkieli (una llengua ugrofinesa), i el finès poden ser usats a les agències governamentals, corts de justícia i oficines municipals. També tenen presència en l'ensenyament preescolar i de llar d'infants.
El sami és cooficial a nivell local als municipi d'Arjeplog, Gällivare, Jokkmokk i Kiruna. Simultàniament, el finès i el meänkieli ho són a Gällivare, Haparanda, Kiruna, Pajala i Övertorneå.

## Municipis

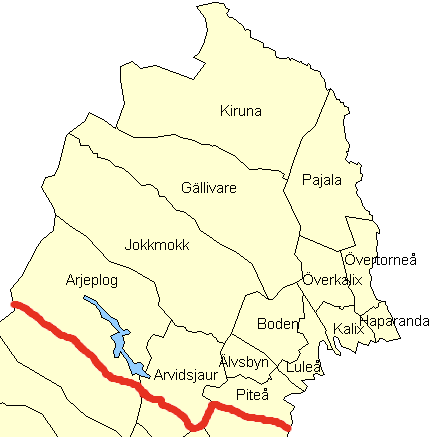
Municipis del comtat

De nord a sud amb dades de població del 31 de desembre de 2017:
A la província de Norrbotten:
- Pajala (6.101)
- Övertorneå (4.461)
- Överkalix (3.367)
- Boden (28.181)
- Kalix (16.169)
- Haparanda (8.274)
- Älvsbyn (8,500)
- Luleå (77.470)
- Piteå (42.184)

A la província de la Lapònia Sueca:
- Kiruna (23.116)
- Gällivare (17.825)
- Jokkmokk (5.081)
- Arjeplog (2,821)
- Arvidsjaur (6,440)